# Cz (digráf)
A cz betűkapcsolat néhány nyelvben fordul elő, így a lengyelben a /t͡ʂ/ hangot (a zs-hez hasonló retroflex, zöngétlen affrikátát), a kasubban pedig a /tʃ/-t (vö. magyar cs) jelöli. Korábban több európai nyelv írásmódjában is jelen volt, többek közt a franciában és a katalánban, ahol az írásmódja ç-re egyszerűsödött, /s/ (magyar sz) hangértékkel, valamint a magyarban, ahol az egyszerű c betű váltotta fel a XIX–XX. század folyamán.

## A magyar nyelvben
A cz a magyar nyelvben egy időben a [c] hang jele volt.
A c betű az ómagyar korban jelölhetett mai c, k vagy cs betűkkel írott hangot egyaránt, a cz azonban ekkor még nem fordult elő. A középmagyar korban többnyire cz jelöli a mai c hangértékét, de előfordul mellette a ch is.
A korai magyar nyomtatványokban Sylvester Jánosnál ćz-ként szerepel a [c] hang, és cz-vel a [cs], Dévai Bíró Mátyás pedig cz-vel jegyezte le a [c]-t és cż-vel a [cs]-t (illetve a tz és ts írásmód is előfordul). Heltai Gáspárnál a [c] hang szokásos jele tz volt, és a cz-t kellett [cs]-ként olvasni. Pázmány Péter ugyanakkor már a hosszabb távon meghatározó cz–cs párt használta a [c]–[cs] hangpár jelölésére. A protestáns hagyományban a tz–ts páros a jellemző még, de a katolikus cz–cs is elterjed időközben az újmagyar korban. Kazinczy és Vörösmarty az utóbbi mellett szállt síkra, és ez döntötte el végül is a vitát, amelynek lezárását a szótárak összeállítása is sürgette.
Hivatalosan az 1922-es szabályzattal vezették be a cz helyett a c írásmódot. Nem hivatalosan viszont már a 19. század elejétől használták a mai alakot írók és nyelvtudósok egyaránt. Sokáig elhúzódott a vita, hogy a c egybeesne a latin c-vel, és a cammog-ot [kammog]-nak kéne olvasni, mire az ellentábor frappánsan megjegyezte, hogy a latin olvasat szerint viszont a csacsi is [kszakszi]-nak lenne ejtendő. A hagyományhoz ragaszkodók másrészt arra hivatkoztak, hogy a cz kérdése nem választható el a többi kétjegyű betűtől, amelyeket aligha lehetne mind megreformálni.